# 高陰道拭子
高阴道拭子（英語：high vaginal swab，簡稱：HVS）是醫院妇产科使用的一种从阴道获得分泌物样本的拭子，隨後相關人員會用显微镜來檢查和培养分泌物。  
它通常用于检测念珠菌和阴道毛滴虫感染，以及细菌性阴道病。